# Яцьонжек
Яцьонжек (пол. Jaciążek) — село в Польщі, у гміні Плоняви-Брамура Маковського повіту Мазовецького воєводства.
Населення — 305 осіб (2011).
У 1975—1998 роках село належало до Остроленцького воєводства.

## Демографія
Демографічна структура станом на 31 березня 2011 року:
|          | Загалом | Допрацездатний вік | Працездатний вік | Постпрацездатний вік |
| -------- | ------- | ------------------ | ---------------- | -------------------- |
| Чоловіки | 143     | 29                 | 101              | 13                   |
| Жінки    | 162     | 40                 | 85               | 37                   |
| Разом    | 305     | 69                 | 186              | 50                   |